# NGC 7494
NGC 7494 é uma galáxia elíptica (E1) localizada na direcção da constelação de Aquarius. Possui uma declinação de -24° 22' 09" e uma ascensão recta de 23 horas, 08 minutos e 58,4 segundos.
A galáxia NGC 7494 foi descoberta em 24 de Setembro de 1864 por Albert Marth.